# Чест Спринг (Пенсилванија)
Чест Спринг (енгл. Chest Springs) град је у америчкој савезној држави Пенсилванија.

## Демографија
По попису из 2010. године број становника је 149, што је 39 (35,5%) становника више него 2000. године.
| Група             | 2000.        | 2010.        |
| Белци             | 110 (100,0%) | 149 (100,0%) |
| Афроамериканци    | 0 (0,0%)     | 0 (0,0%)     |
| Азијати           | 0 (0,0%)     | 0 (0,0%)     |
| Хиспаноамериканци | 0 (0,0%)     | 0 (0,0%)     |
| Укупно            | 110          | 149          |